# Elecció papal de 1243
L'elecció papal de 1243 se celebrà del 16 de maig al 25 de juny del 1243 i acabà amb l'elecció del cardenal Sinibaldo Fieschi de Gènova per succeir el Papa Celestí IV. L'elecció va començar després d'una seu vacant de 18 mesos i sis dies de la Santa Seu. Hi van participar nou cardenals i calien sis vots perquè l'elecció fos canònica. Fins al cap de cinc setmanes de reunions no es van posar d'acord amb el candidat.

## Elecció de 1241
L'elecció que va tenir lloc al voltant de la mort del Papa Gregori IX, que va ser el 22 d'agost de 1241, va ser particularment estressant. Hi va haver operacions militars dins i fora de la ciutat de Roma, es van destruir pobles i propietats,
güelfs i gibel·lins lluitaven uns contra els altres, dos cardenals van ser capturats en la batalla i l'emperador Frederic II va ser fet presoner. Quan va començar la reunió per l'elecció, només hi van participar deu dels dotze cardenals. Els cardenals estaven molt limitats per ordres del senador de Roma Matteo Rosso Orsini, i durant aquest conclave va morir un cardenal. Set setmanes després de negociacions estancades en la calor de l'estiu de Roma, els cardenals finalment van arribar a la majoria dels dos terços, el 25 d'octubre, i es van decantar per Goffredo Castiglione, que elegí anomenar-se Celestí IV. El Papa Celestí mai fou coronat. També es diu que mai fou consagrat, però aquest extrem no té sentit, ja que era bisbe. Va morir vell i malalt, només disset dies després de la seva elecció, el 10 de novembre de 1241.
S'havia de celebrar una segona elecció. Però, tot i que el Papa Celestí va ser enterrat el dia després de morir, segons el costum, alguns cardenals ja havien marxat de Roma i no estaven disposats a passar per una situació similar a la que havien viscut els mesos de setembre i octubre. No és gaire fiable, però cal tenir en compte el testimoni de Mateu de París, que exposa que hi havia "potser sis o potser set" cardenals que havien marxat a Roma, el que implicaria que un o dos no ho van fer. Segur que inclou el cardenal Raynaldus dei Conti i el cardenal Sinibaldo Fieschi. Mateu també explica que els cardenals que es van quedar a Roma s'ocultaven a casa d'amics o parents, i que alguns d'ells estaven malalts.

## La no-elecció de 1242
L'Emperador Frederic havia marxat de Roma el setembre de 1241, mentre l'elecció encara s'estava celebrant. Va tornar al seu palau de Foggia a l'octubre. La seva tercera esposa, Isabel d'Anglaterra, filla del rei Joan sense Terra, va morir l'1 de desembre de 1241 i el 12 de febrer de 1242 va morir també el seu fill el rei Enric VII d'Alemanya. Va passar tot l'any 1242 al sud del seu propi regne, sobretot a Foggia, Càpua, o Nàpols. Va anar lluny de Roma i els cardenals. Ell va estar, no obstant, en contacte amb els cardenals. El febrer de 1242 va enviar tres ambaixadors a Roma per la cúria papal, per negociar la pau. Frederic volia que els cardenals es reunissin per decidir qui seria el nou papa. Ell també els va escriure directament, oferint la llibertat dels cardenals Jacobus de Pecorara i Oddo de Monferrato si procedien a l'elecció. L'emperador va escriure una segona vegada, al maig, una carta amb una retòrica molt elaborada on parlava de l'Església com un vaixell sense timoner i en perill de naufragi, referint-se al cisma. Aquesta vegada volia que la carta fos pública. Una nova carta que va escriure el juliol acusava directament els cardenals de conduir l'Església de manera temerària: com podien mostrar el camí correcte als qui s'allunyaven, si ells mateixos es desviaven del camí correcte?

A la primavera de 1243, després d'una vacant que s'havia allargat durant més de quinze mesos, mentre els cardenals s'havien reunit a Anagni, va escriure una carta a un prelat anglès, escrivint els seus noms a l'encapçalament: 
R[aynaldus] Ostiensis et Velletrensis, J[ohannes] tituli Sanctae Praxedis, S[inibaldus] tituli Sancti Luarentii in Lucina, S[tephanus] tituli Sanctae Mariae trans Tyberim, presbyteri; R[aynerius] Sanctae Mariae in Cosmedin, E[gidius] Sanctorum Cosmae et Damiani, O[tho] Sancti Nicholai in carcere Tulliano, diaconi; sanctae Ecclesiae Romanae Cardinales.
 El cardinal Oddone di Monferrato estava present a Anagni i va signar la carta, que havia estat enviada per l'emperador l'agost de 1242. El cardenal Romano Bonaventura no va signar; va morir el 21 de febrer de 1243. Els noms dels set cardenals mostrava quins havien marxat de Roma en aquest moment, i que la balança estava entre el partit imperial (Guibelins), dirigit pels Colonna, i l'oposició, dirigida pels Orsini. Els "potser sis, potser set" cardenals que s'havien quedat a Roma després de la mort de Celestí IV no representen un partit o l'altre, sinó els cardenals que encara no havien decidit quin paper jugarien en l'elecció. Afegint a aquests set noms el de Jacobus de Pecorara, que estava detingut per l'emperador, només mancava un cardenal a Anagni: Ricardus Hannibaldi.

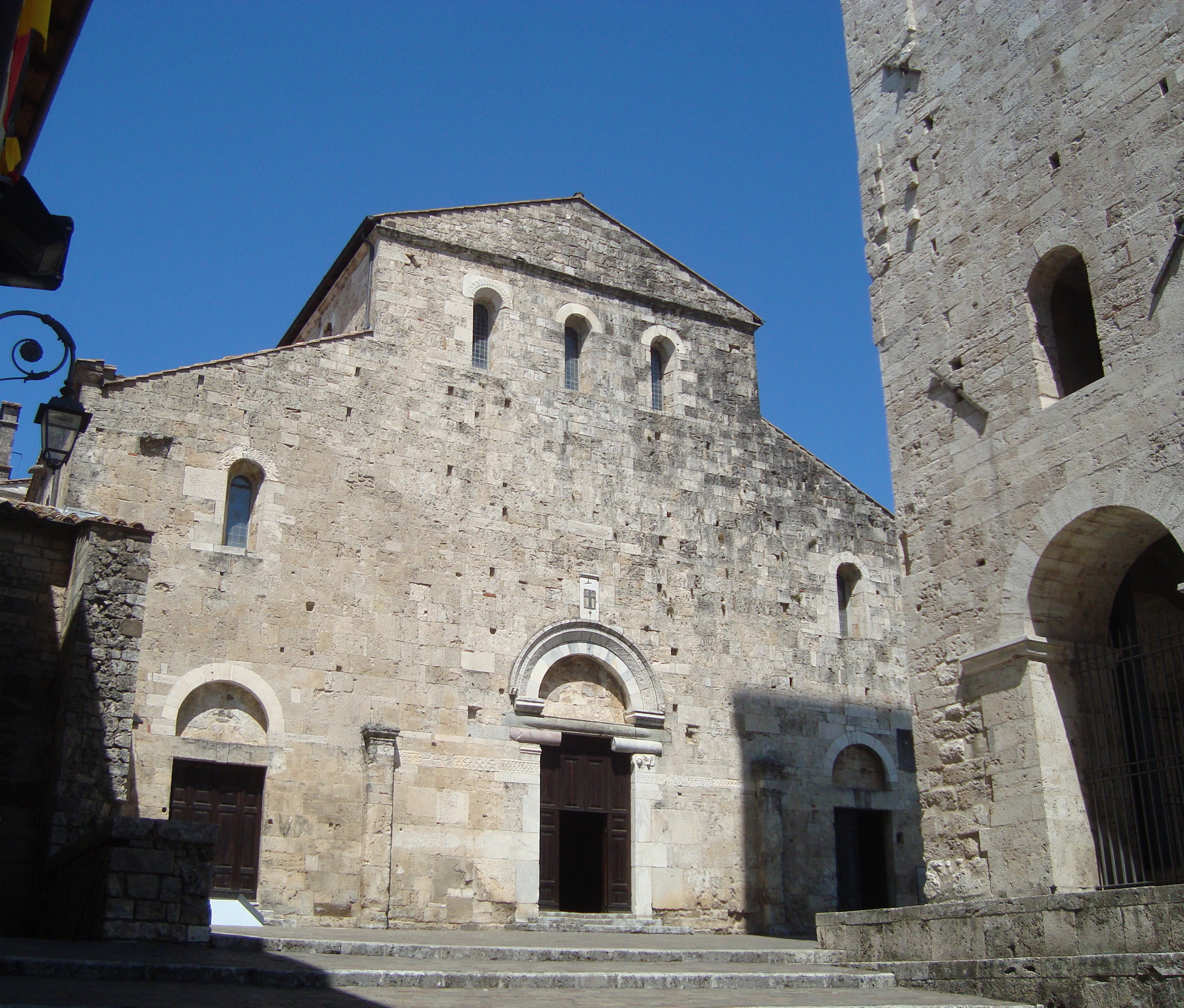
Catedral d'Anagni

El febrer de 1243, l'emperador Frederic va ordenar l'allistament del seu exèrcit pel dia 1 d'abril. Es va trobar amb l'exèrcit a Capua, i al maig es va dirigir al nord, cap a Roma, on va començar a atacar Castelli i va causar tanta destrucció com va poder. Els dos cardenals que encara estaven a Roma van marxar a Anagni, i ara que vuit cardenals s'havien reunit, van demanar a l'emperador que els deixés tornar al seu regne. En aquest moment Frederic va alliberar el cardenal Jacobus de Pecorara, que havia fet presoner després de la captura a la Giglio del maig de 1241. El rei Frederic esperava tenir contents als cardenals i que d'aquesta manera es pogués fer l'elecció. No obstant, van rebutjar iniciar el conclave. Frederic va mostrar el seu enuig llançant el seu exèrcit contra Roma. Els romans es van queixar que el fet que els cardenals no haguessin elegit un papa no era culpa seva, sinó dels cardenals que estaven amagats. Per això Frederic va redirigir el seu exèrcit a les finques dels cardenals i l'Església.

## Electors
Nicolas de Curbio, el biògraf tant de Gregori IX com d'Innocenci IV, exposa els cardenals van tardar un any, sis mesos i sis dies a reunir-se per procedir a l'elecció, a la catedral d'Anagni. Que seria el 16 de maig de 1243. Hi havia nou cardenals vius:
| Elector                        | Origen          | Orde             | Títol                                  | Elevat           | Elevador           | Notes |
| ------------------------------ | --------------- | ---------------- | -------------------------------------- | ---------------- | ------------------ | --- |
| Reynaldus de' Conti            | Jenne           | Cardenal-bisbe   | Bisbe d'Ostia i Velletri               | 18 setembre 1227 | Papa Gregori IX    | Futur Papa Alexandre IV (1254-1261) |
| Giacomo da Pecorara, O.Cist.   | Piacenza        | Cardenal-bisbe   | Bisbe de Palestrina                    | 5 setembre 1231  | Papa Gregori IX    | Presoner de Frederic II. Va ser alliberat el maig de 1243. |
| Romano Bonaventura             | Roma            | Cardenal-bisbe   | Bisbe de Porto i Santa Rufina          | 1216             | Papa Innocenci III | No s'ha de confondre amb Sant Bonaventura, fundador dels franciscans el 1243. El cardenal Romano va morir durant la Sede Vacante, el 21 de febrer de 1243, abans de l'inici de les votacions. |
| Stefano de Normandis dei Conti | Roma            | Cardenal-prevere | Títol de S. Maria in Trastevere        | 1216             | Papa Innocenci III | Arxipreste de la Basílica Vaticana; nebot d'Innocenci III. |
| Giovanni Colonna               | Roma            | Cardenal-prevere | Títol de S. Prassede                   | 18 febrer 1212   | Papa Innocenci III | Primer cardenal de Colonna |
| Sinibaldo Fieschi              | Lavagna, Gènova | Cardenal-prevere | Títol de S. Lorenzo in Lucina          | 18 setembre 1227 | Papa Gregori IX    | Futur Papa Innocenci IV |
| Raniero Capocci, O.Cist.       | Todi            | Cardenal-diaca   | Diaca de S. Maria in Cosmedin          | 1216             | Papa Innocenci III | Protodiaca del Col·legi de Cardenals |
| Gil Torres                     | Espanya         | Cardenal-diaca   | Diaca de Ss. Cosma e Damiano           | Desembre 1216    | Honori III         | |
| Oddone di Monferrato           | Montferrat      | Cardenal-diaca   | Diaca de S. Nicola in Carcere Tulliano | 18 setembre 1227 | Papa Gregori IX    | |
| Riccardo Annibaldi             | Roma            | Cardenal-diaca   | Diaca de S. Angelo in Pescheria        | 1237             | Papa Gregori IX    | Rector de Campagna i Marittima; nebot del cardenal Rinaldo Conti de Segni |